# کارمین پالمبو
کارمین پالمبو (انگلیسی: Carmine Palumbo؛ زادهٔ ۱۸ آوریل ۱۹۹۳) بازیکن فوتبال اهل ایتالیا است.
از باشگاه‌هایی که در آن بازی کرده‌است می‌توان به باشگاه فوتبال کرمونزه، باشگاه فوتبال ارورا پرو پاتریا ۱۹۱۹، باشگاه فوتبال ناپولی، و باشگاه فوتبال لچه اشاره کرد.